# 济西站
济西站，又称济西编组站，是中国铁路系统中的路网级编组站之一，位于山东省济南市槐荫区兴福街道位里庄、京福高速以西。车站于1983年7月1日投入使用，原名济南西站，2011年6月为与京沪高速铁路济南西站区分而改为现名。济西站规模为二级六场，为整个济南铁路枢纽中最重要的节点，现在是整个济南铁路局最大的车站和编组站，济西机务段也位于此处。

## 历史

### 规划
从20世纪初叶到50年代未期，老济南站一直是编组站兼客运站，而且还是津浦和膠濟两条干线铁路的交汇点；虽经多次改扩建，至1957年列车编组、解体能力仅达1900辆/日，远远不能满足运输发展的需要。为此，铁道部决定筹建济南枢纽。
1958年8月，铁道部第三勘测设计院完成济南枢纽简明初步设计，内容包括新建桑梓店编组站、改建老济南站为辅助编组站兼客运站以及将枢纽内的津浦铁路和胶济铁路复线化。铁道部于1958年9月鉴定批准此规划；11月铁三院提出施工资料交付施工；1959年3月完成施工设计。
济西站于1960年12月才第一次出现在规划中。由于泺口大桥不适宜改造为双线桥梁，影响了津浦铁路的双线改造和济南枢纽的建设，铁三院又重新编制了枢纽初步设计。新设计将编组站改设于黄河南岸天桥区的位里庄（即今天的济南西编组站），同时废弃桑梓店编组站，并将济南站改为客运站。此时，桑梓店编组站的土方工程已完成大半，最后30％已完成的土方被废弃。

### 建设
济南西编组站于1960年6月开工，后因经济形势恶化而停建。1962年，已完成的津浦铁路接至济南西编组站的运输便线被拆除，材料调拨给乌鲁木齐铁路局，已铺设的电力线、通信线及临时房屋也同时拆除。
在1960年枢纽初步设计的基础上，1972年7月，铁三院重新编制了总布置图，并于1973年11月完成初测，1974年12月完成初步设计并汇报至铁道部。枢纽改建项目包括新建晏城至党家庄站间正线（含曹家圈大桥）、济西至白马山站间双线联络线和济西至北关站间单线联络线；同时规划新建济南西编组站，站场规模为初期单向二级四场并预留双向二级六场规模，并新建济南西机务段、济南西车辆段等配套设施和机构。
1975年4月，铁道部同意了设计方案，并将本站的规模改为一次建成双向“二级六场”。据此，铁三院于同年6月进行定测并进行施工设计。11月，铁道部采纳济南西编组站设计方案复查小组提出的意见，又恢复为原推荐方案。在新设计方案得到批复后，济南西编组站恢复施工，并自1978年下半年开始铺轨，到1982年下半年全部完工。1983年7月1日济南枢纽投产使用，同时济西至北园联络线工程完成工；至年底，整个工程基本办理完交接，归属济南铁路分局管理。完工后的济南西站为单向二级四场，设到发线24股（预留3股）；编解线28股（预留4股）以及机走线1股，解体能力3900辆/日，编组能力4300辆/日。
济南西编组站承担着整个枢纽72.59％的运量。1985年，编组站日编组解体达7000辆，为设计能力的85％。但因编组站调车作业通知单传输装置的建设资金尚未落实，不能配套建线，综合能力不能全面发挥，影响了效率的进一步提高。

### 改造及扩建
为提高京沪铁路、胶济铁路和济南枢纽的运输能力，济南西编组站进行了多次改造，并最终成为了路网性编组站。
济南枢纽投产后不久，本站的编解能力就无法应对运输的需求。为迅速提高枢纽运输能力，1986年10月上行场改扩建应急工程开工，新建规模17条股道的简易驼峰1座。1988年铁道部下令济南西站应急工程停工，转而开始增加投资，扩大规模。正式工程于1987年11月开工，工程内容包括新建剩余的两个站场、延长既有站场的到发线并对站内信号系统进行改造。扩建工程于1992年7月1日完工。投产后，车站规模扩大至双向双向二级六场。同时老济南站上行场改编作业全部移至本站上行系统作业。
1993年济南西站新建上行货场工程开工，工程同时改造既有驼峰及32条编组线调坡及尾部停车器控制系统，并新建信号楼、空压机站、变电室等配套工程。1995年10月竣工。完工后车站可利用进路微机联锁系统、溜放进路微机自动控制系统、车辆溜放速度微机自动控制系统、驼峰尾部停车器自动控制系统、推峰机车遥控系统等新技术进行调车。
2003年4月上行驼峰自动化改造工程开工，12月底竣工。济南西编组站驼峰自动化改造投产后，提高解编能力和运输效率10%-15%。
2018年4月27日，本站下行驼峰平台调车区改造工程顺利完工，该工程由中铁十局承建，5月底全面交付使用。今年济西站还引入了大数据网络来提高职工在站区的生活质量。

## 车站结构
| 各场详情 | 各场详情   | 各场详情 |
| 编号     | 类型       | 股道数   |
| -------- | ---------- | -------- |
| 一场     | 下行到达场 | 11       |
| 二场     | 上行到达场 | 13       |
| 三场     | 下行到发场 | 7        |
| 四场     | 下行编解场 | 32       |
| 五场     | 上行编解场 | 33       |
| 六场     | 上行到发场 | 7        |